# 1937年のラジオ (日本)
1937年のラジオ (日本)では、1937年の日本のラジオ番組、その他ラジオ界の動向について記す。

## 主なその他ラジオ関連の出来事
- 4月19日 - 日本放送協会が宮崎で放送開始。
- 12月21日 - 日本放送協会が甲府で放送開始。
- 12月28日 - 日本放送協会東京中央放送局、ラジオ第1・第2放送の送信所を移転し、それぞれの出力を150キロワットに増強[1][2]。

## 主な放送番組

### 開始番組

#### 1937年4月放送開始
東京中央放送局第2放送
- 12日 - ラヂオ青年講座[3]

#### 1937年7月放送開始
東京中央放送局第1放送
- 14日 - 早朝ニュース[3]
- 19日 - ニュース解説[3]

#### 1937年8月放送開始
東京中央放送局第1放送
- 21日 - 今日のニュース[3]

#### 1937年10月放送開始
東京中央放送局
- 5日 - 中等学校の時間[4]
- 13日 - 国民唱歌[4]